# Aboisso flygplats
Aboisso flygplats är en stängd flygplats vid staden Aboisso i Elfenbenskusten. Den ligger i den sydöstra delen av landet, 270 km sydost om huvudstaden Yamoussoukro. Aboisso flygplats ligger 29 meter över havet. IATA-koden är ABO och ICAO-koden DIAO.